# Rajon Nikopol
Der Rajon Nikopol (ukrainisch Нікопольський район/Nikopolskyj rajon; russisch Никопольский район/Nikopolskyj rajon) ist eine Verwaltungseinheit im Zentrum der Ukraine und gehört zur Oblast Dnipropetrowsk.

## Geschichte
Der Rajon wurde am 7. März 1923 gegründet, seit 1991 ist er ein Teil der heutigen Ukraine.
Am 17. Juli 2020 kam es im Zuge einer großen Rajonsreform zur Auflösung des alten Rajons und einer Neugründung unter Vergrößerung des Rajonsgebietes um den Rajon Tomakiwka sowie der bis dahin unter Oblastverwaltung stehenden Städte Nikopol, Marhanez und Pokrow.

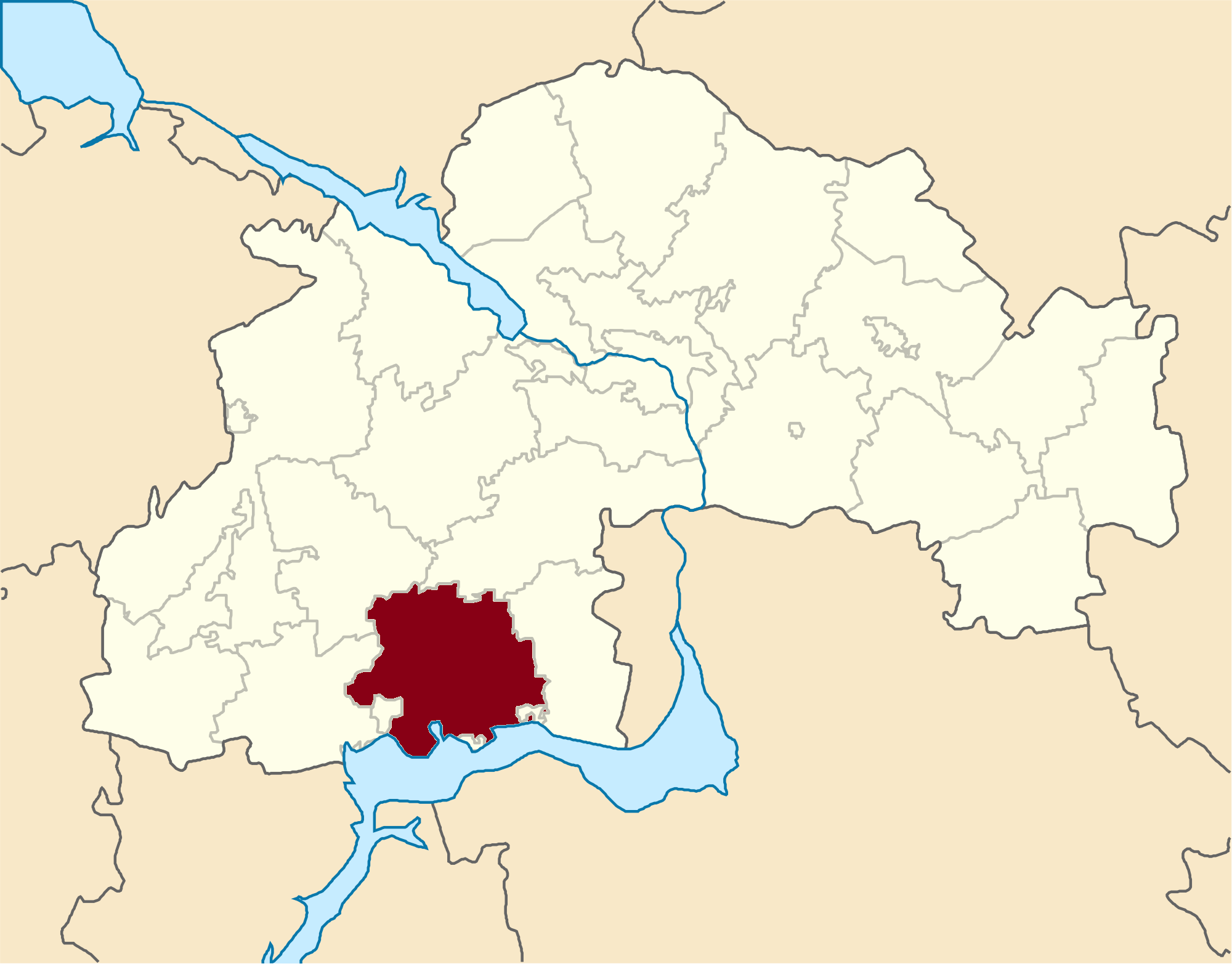
Rajon Nikopol bis Juli 2020
Rajonsgebiet ab Juli 2020

## Geographie
Der Rajon liegt im Süden der Oblast Dnipropetrowsk. Er grenzt im Norden an den Rajon Dnipro, im Osten an den Rajon Saporischschja, im Süden an den Dnipro und im Westen an den Rajon Krywyj Rih.

## Administrative Gliederung
Auf kommunaler Ebene ist der Rajon in 8 Hromadas (3 Stadtgemeinden, 2 Siedlungsgemeinden und 3 Landgemeinden) unterteilt, denen jeweils einzelne Ortschaften untergeordnet sind.
Zum Verwaltungsgebiet gehören:
- 3 Städte
- 5 Siedlungen städtischen Typs
- 116 Dörfer
- 6 Ansiedlungen

Die Hromadas sind im Einzelnen:
- Stadtgemeinde Nikopol
- Stadtgemeinde Marhanez
- Stadtgemeinde Pokrow
- Siedlungsgemeinde Tomakiwka
- Siedlungsgemeinde Tscherwonohryhoriwka
- Landgemeinde Myrowe
- Landgemeinde Perschotrawnewe
- Landgemeinde Pokrowske